# Саримамбаш-Кермен
Саримамбаш-Кермен (крим. Sarımambaş Kermen; також Сарамамбаш, Кермен-Баш, крим. Kermen Baş) — руїни середньовічного замку (укріплення) у південно-західній частині Криму, на території Бахчисарайського району. Розташований на горі Кермен, по правому березі річки Бодрак, приблизно за 2 км на південний схід від села Яни-Бадрак.

## Опис
Укріплення розташоване на широкому мисі по лінії північний схід — південний захід, з південного сходу обмеженого глибокою балкою Папас-Баїр (Чернечий ліс), з північного заходу — яром Джидаер-Дере. Оборонна стіна з буту, складеного на глині, перегороджує мис зі сходу в найвужчому місці. Товщина стіни 2,2-2,3 м, збереглася у висоту на 1,7-2,2 м. Перед стіною було вирито рів (глибина нині 0,7-1 м, ширина 3,5-5 м), протяжність стіни 327 м, майданчик фортеці розміром 345 на 325 м, площа укріплення 7,8 гектара. За 115 м від урвища балки Папас-Баїр розташований отвір воріт завширшки 2,5 м, перед воротами рів засипаний землею, засип з боків облицьований каменем. На території, огородженій стінами, видно сліди понад 50 будівель середньовічного поселення. Приблизно третина городища нині розорана. На південно-західному краю фортеці розташовувався фонтан, вода до якого подавалася водогоном (завдовжки 1,5 км, у 1960-ті роки зруйнований) із керамічних труб від водозабірного джерела, розташованого у верхів'ях балки Папас-Баїр. На території фортеці зафіксовано 62 кам’яні розвали від будинків, підйомний матеріал з них належав до двох періодів: IX—X і XIII—XV століття, також є матеріальні сліди активного життя Саримамбаша за ханських часів (XVI—XVIII століття, найпізніша знахідка — монети Каплана I Ґерая 1730-х років) — виокремлюють три хронологічні періоди життя поселення: «візантійський», «золотоординський» і «кримсько-татарський», а найімовірнішим часом виникнення укріплення вважають 60-80-ті роки XIV століття.

## Історія вивчення
Перший опис пам'ятки залишив Петро Кеппен у роботі 1837 року «Про давнину південного берега Криму та гір Таврійських»
|  | Саримамбаш-Кале, зване також Саримамбаш-Кермен, є одне з укріплень, які, звісно, належать до найстаріших у Тавриді. Треба думати, що воно з-поміж тих, які на початку першого століття до Р.Х., за часів Мітрідата Євпатора, були побудовані Палаком та іншими синами Скіфського Царя Скілура. Воно знаходиться на землі села Мангуш, відстанню на півгодини шляху на північний схід від цього селища і на південний схід від села Бодрак. Це край гори, пересіченої стіною, яка від фортечних воріт, до одного скелястого краю, була завдовжки 150, а до іншого 220 кроків. Нині цей мур зовсім розвалився, тож матеріал, який слугував для його побудови, утворює вже своєрідний вал завширшки три сажні, порослий густим чагарником, який тільки перешкоджає переправлятися через нього верхи. Край укріпленого мису лежав проти річки Бадрака; з ярів же, що знаходяться по обидва боки цього відрожжя, один називається Папас-Баїр, а інший - Джидаер-Дере. Водою мешканці Саримамбаша могли користуватися з фонтану, що знаходиться тут. Усередині укріпленого місця помітні сліди жител. |

Владислав Юргевич, виходячи з висновків Кеппена локалізував городище, як пізньоскіфське укріплення Хавон, Микола Ернст також вважав городище скіфським. 1946 року Євгеній Веймарн на Саримамбаш-Кермені виявив середньовічну кераміку, проте начальник експедиції Павло Шульц, ґрунтуючись на характері бутової кладки оборонної стіни, відніс час існування укріплення до «таврської пори» (тобто VIII—III ст. до н. е.). При візуальному обстеженні Віктором Мицем у 1978 році підйомний матеріал не виходив за хронологічні рамки XIV—XV століття. При цьому історик Ігор Баранов у нарисі «Пам'ятники ранньосередньовічного Криму» для капітальної праці «Археологія Української РСР» відніс час виникнення фортеці до V століття.